# Somos Nada
«Somos Nada» (с исп. — «Мы ничто») — испаноязычная песня американской певицы Кристины Агилеры из её первого испаноязычного мини-альбома La Fuerza (2022) и её девятого и второго испаноязычного студийного альбома Aguilera. Песня была написана Агилерой, Федерико Виндвером, Марио Доммом, Шарлин Тауле и спродюсирована Жаном Родригесом.
Песня была выпущена Sony Music Latin как второй сингл с альбома 18 ноября 2021 года.
Музыкальное видео было снято в Лос-Анджелесе режиссером Александром Муром.

## Музыкальное видео
Музыкальное видео режиссёра Александра Мура, снятое в Лос-Анджелесе, было выпущено 19 ноября 2021 года.
Это вторая часть визуальной сюжетной линии альбома, продолжение клипа «Pa Mis Muchachas», по сюжету которого героиня Агилеры узнала, что её любовник и деловой партнёр её предает. В видео она появляется с рыжими волосами и в чёрном прозрачном неглиже, поёт о боли в отношениях, но вопреки этому не отказывается от любви.

## Выступление и кавер-версии
19 ноября Агилера дала дебютное выступление с синглом на 22-й ежегодной премии Latin Grammy Awards и исполнила его с «Pa' Mis Muchachas», вместе с Бекки Джи, Ники Николь и Нати Пелусо.
7 декабря 2021 года Агилера была удостоена первой в истории награды «Музыкальная икона», на 47-й церемонии вручения премии People Choice Awards и исполнила попурри из хитов, в которое был включён «Somos Nada».
В июле 2022 года Дания Гонсалес сделала кавер на песню в одиннадцатом сезоне мексиканского телесериала о конкурсе вокалистов La Voz.

## Чарты
| Чарт (2021)                        | Высшая позиция |
| ---------------------------------- | -------------- |
| Spain Digital Songs (Billboard)    | 10             |
| US Latin Digital Songs (Billboard) | 5              |